# Antero Rubín Homent
Antero Rubín Homent, né le 15 février 1851 à Redondela (Pontevedra) et mort le 1er mai 1935 à Ourense en Espagne, est un général et homme politique espagnol connu pour sa longue carrière à Cuba.

## Biographie
Il a combattu pendant la guerre de Cuba, a été élu député aux Cortes Generales pour le district de Quiroga (Lugo) en 1914 et pendant la législature de 1921-1922, il a été élu sénateur pour la province de Zamora,
Son père, Evaristo Rubín, était un officier de carrière qui a combattu avec honneur sous les ordres du général Prim pendant la guerre d'Afrique. Antero Rubín s'est engagé volontairement dans l'armée le 11 mai 1868 et à l'âge de seize ans, il est parti à Cuba avec l'armée, d'où il est revenu quelques années plus tard après avoir atteint le grade de lieutenant. Il a étudié à Redondela, Vigo, Pontevedra et Saint-Jacques-de-Compostelle.
En 1869, en tant que caporal, il part à nouveau pour Cuba. En 1895, alors qu'il est en poste à Tui (Pontevedra) en tant que chef du commandement militaire, il est à nouveau envoyé à Cuba pour défendre les intérêts espagnols. Avec le bataillon Granada, composé de 700 hommes, il fait face à une insurrection à Potrero de las Varas le 24 septembre 1895. Sa victoire lui vaut plusieurs décorations mais il est également blessé. Une fois rétabli, il a pris le commandement militaire de Cienfuegos et Bayamo. En 1897, il prend part aux batailles de Santa Fe, El Revolcadero et Lomas del Viento, entre autres. En 1898, il a participé à des batailles telles que celles de Quemado et de Guanacoa. Les 22, 23 et 24 juin, il prend part aux combats contre les Américains. Le 1er juillet, il assiste à la capitulation de Santiago de Cuba.
Le 14 février 1898, la reine régente Marie-Christine d'Autriche le promeut au rang de général de brigade. En 1901, il devient gouverneur civil d'Oviedo. En 1908, il est promu major général et en décembre 1916, lieutenant général. En 1917, il est nommé capitaine général de Galice après avoir commandé les gouvernements militaires de La Corogne, Saragosse et Bilbao. Il a été sénateur de la province de Zamora en 1921-22. Il est entré dans la réserve en 1923. Il est décédé à Ourense le 1er mai 1935. Une avenue porte son nom à Pontevedra depuis 1918.